# أكلبترة بيضاء الصدر
أكلبترة بيضاء الصدر (الاسم العلمي: Acalyptris thoracealbella) هي نوع من الحشرات تتبع جنس الأكلبترة من فصيلة السليلات.